# Axel Kiener
Pour les articles homonymes, voir Kiener.
Axel Kiener est un acteur français.

## Biographie
On a pu le voir dans Paris, je t'aime des frères Coen, Le Village des ombres de Fouad Benhammou mais aussi dans la série Xanadu diffusée sur Arte ou encore la série Aïcha de Yamina Benguigui sur France 2. Il est également actif au théâtre, où il a pu jouer dans Marie Stuart aux côtés d'Isabelle Adjani et Le Gardien avec Robert Hirsch.
Journaliste au Figaro, il couvre le conflit de la guerre de Yougoslavie en Bosnie, à Sarajevo. Mais son métier ne lui convenant pas, il se tourne par la suite vers le théâtre, commençant à jouer dans des pièces (L'Ours de Tchekhov, La Double Inconstance, Les Affranchis) et dans des courts métrages. Aux États-Unis, il est connu pour avoir joué dans les publicités pour les déodorants Old Spice, diffusés durant le Super Bowl et à la télévision en 2016 et 2017.
De 2018 à 2022, Kiener incarne le docteur Samuel Chardeau dans le feuilleton Demain nous appartient, diffusé sur TF1,,,. En 2020, il interprète le docteur Erwan Quere dans la série H24, également diffusée sur TF1,. 
Actif dans le doublage, il est la voix française régulière de Channing Tatum, Sebastian Stan et Wentworth Miller, ainsi qu'une des voix de Jamie Dornan, Jonathan Rhys-Meyers, Matthew McConaughey et Sam Claflin,,.

## Filmographie

### Cinéma

#### Longs métrages
- 2001 : L'Afrance d'Alain Gomis : étudiant suédois
- 2005 : Les Chevaliers du ciel de Gérard Pirès : L'Ankou
- 2006 : Paris, je t'aime de Joel et Ethan Coen : Axel (segment Tuileries)
- 2008 : LOL de Lisa Azuelos : M. Messi, le prof de maths
- 2010 : Le Village des ombres de Fouad Benhammou : Lucas Frantz
- 2012 : Aux yeux de tous de Cédric Jimenez et Arnaud Duprez : Anonymous26 (voix)
- 2019 : Holy Lands d'Amanda Sthers : l'homme à Tel Aviv

#### Courts métrages
- 2013 : L'héritage : Augustin Boisvert (également producteur et scénariste)
- 2014 : L'Onde Amère
- 2016 : Powerless : The Hood

### Télévision
- 2009 : Claire Brunetti, épisode Piste Noire de Didier Delaître : Luc Fournel
- 2009-2012 : Aïcha de Yamina Benguigui : Patrick (4 épisodes)
- 2011 : Xanadu de Daniel Grou : Mathieu (6 épisodes)
- 2015 : No Limit de Ludovic Colbeau-Justin : Greg (7 épisodes)
- 2016 : Section de recherches, épisode Cocoon de Jean-Marc Thérin : Laurent Pastoré
- 2017 : Agathe Koltès, épisode La Grande Muette d'Adeline Darraux : Curtis Desmarais
- 2018-2022 et depuis 2024 : Demain nous appartient de David Lanzmann, Denis Thybaud, Sébastien Perroy, Pierre Leix-Cote, Pierre Lacan, Vincent Giovanni, Dominique Guillo, Thomas Lipmann et Valérie Paillard : Dr Samuel Chardeau (depuis la saison 1)
- 2020 : H24 de Nicolas Herdt et Octave Raspail : Dr Erwan Quere (7 épisodes)

## Doublage
Sources : Doublage Séries Database, AlloDoublage, Planète Jeunesse et La Tour des Héros

### Cinéma

#### Films
- Sebastian Stan dans (18 films) :
  - Captain America: First Avenger (2011) : James « Bucky » Barnes
  - Disparue (2012) : Billy
  - Captain America : Le Soldat de l'hiver (2014) : James « Bucky » Barnes / le Soldat de l'hiver
  - Captain America: Civil War (2016) : James « Bucky » Barnes
  - Black Panther (2018) : James « Bucky » Barnes (caméo, scène post-générique)
  - Avengers: Infinity War (2018) : James « Bucky » Barnes
  - Destroyer (2018) : Chris
  - Avengers: Endgame (2019) : James « Bucky » Barnes
  - Love Again (2019[n 1]) : Frank
  - Monday (2020) : Mickey
  - 355 (2022) : Nick Fowler
  - Fresh (2022) : Steve
  - Sharper (2023) : Max
  - Ghosted (2023) : Dieu
  - Dumb Money (2023) : Vlad Tenev
  - The Apprentice (2024) : Donald Trump
  - Captain America: Brave New World (2025) : James « Bucky » Barnes / le Soldat de l'hiver (caméo)
  - Thunderbolts* (2025) : James « Bucky » Barnes / le Soldat de l'hiver

- Channing Tatum dans (11 films) :
  - L'Aigle de la Neuvième Légion (2011) : Marcus Aquila
  - Un flic pour cible (2011) : Jonathan White
  - Piégée (2012) : Aaron
  - Magic Mike (2012) : Michael Lane
  - Effets secondaires (2013) : Martin Taylor
  - Jupiter : Le Destin de l'univers (2015) : Caine Wise
  - Magic Mike XXL (2015) : Michael Lane
  - Kingsman : Le Cercle d'or (2017) : l'agent Tequila
  - Logan Lucky (2017) : Jimmy Logan
  - Free Guy (2021) : Revenjamin Buttons
  - Magic Mike : Last Dance (2023) : Michael Lane

- Matthew McConaughey dans (5 films) :
  - Comment se faire larguer en dix leçons (2003) : Benjamin Barry
  - Playboy à saisir (2006) : Tripp
  - Tonnerre sous les tropiques (2008) : Rick Peck
  - Dallas Buyers Club (2013) : Ron Woodroof
  - The Gentlemen (2020) : Mickey Pearson

- Cam Gigandet dans (5 films) :
  - Never Back Down (2008) : Ryan McCarthy
  - Twilight, chapitre I : Fascination (2009) : James
  - Burlesque (2010) : Jack
  - Effraction (2011) : Jonah Collins
  - Violent Night (2022) : Morgan Steel

- Jake Abel dans (5 films) :
  - Percy Jackson : Le Voleur de foudre (2010) : Luke Castellan
  - Numéro Quatre (2011) : Mark
  - Les Âmes vagabondes (2013) : Ian O'Shea
  - Percy Jackson : La Mer des monstres (2013) : Luke Castellan
  - Malignant (2021) : Derek Mitchell

- Oscar Isaac dans (4 films) :
  - Sucker Punch (2011) : Blue Jones
  - Jason Bourne : L'Héritage (2012) : N°3
  - Bienvenue à Suburbicon (2017) : Bud Cooper
  - Annihilation (2018) : Kane

- Sam Claflin dans (4 films) :
  - Hunger Games : L'Embrasement (2013) : Finnick Odair
  - Hunger Games : La Révolte, partie 1 (2014) : Finnick Odair
  - Hunger Games : La Révolte, partie 2 (2015) : Finnick Odair
  - À la dérive (2018) : Richard Sharp

- Jamie Dornan dans (4 films) :
  - L'Amour à vol d'oiseau (2014) : Colin
  - Jadotville (2016) : le commandant Patrick Quinlan
  - Opération Anthropoid (2016) : Jan Kubiš
  - Agent Stone (2023) : Parker

- Nick Stahl dans :
  - Terminator 3 : Le Soulèvement des machines (2003) : John Connor
  - Sin City (2005) : Roark Junior
  - Le Caméléon (2010) : Brendan Kerrigan

- Jonathan Rhys-Meyers dans :
  - Alexandre (2004) : Cassandre
  - From Paris with Love (2010) : James Reese
  - Holy Lands (2019) : David

- John Gallagher, Jr. dans :
  - Whatever Works (2009) : Perry
  - The Belko Experiment (2016) : Mike Milch
  - Peppermint (2018) : l'inspecteur Stan Carmichael

- Dax Shepard dans :
  - Hit and Run (2012) : Charlie Bronson / Yul Perkins
  - C'est ici que l'on se quitte (2014) : Wade Boulounger
  - Le Juge (2014) : C.P. Kennedy

- Jason Clarke dans :
  - Gatsby le Magnifique (2013) : George B. Wilson
  - White House Down (2013) : Emil Stenz
  - Oppenheimer (2023) : Roger Robb

- Joe Anderson dans :
  - Horns (2014) : Terry Perrish
  - Hangman (2017) : le pendu
  - Cold Blood Legacy : La Mémoire du sang (2019) : Kappa

- Tom Hopper dans :
  - Moi, belle et jolie (2018) : Grant LeClair
  - Hitman and Bodyguard 2 (2021) : Magnusson
  - Resident Evil : Bienvenue à Raccoon City (2021) : Albert Wesker

- James Caan dans :
  - Le Parrain 1 (1972[17]) : Santino « Sonny » Corleone
  - Le Parrain 2 (1974[17]) : Santino « Sonny » Corleone

- Ebon Moss-Bachrach dans :
  - Le Sourire de Mona Lisa (2003) : Charlie Stewart
  - Mariage Express (2006) : Matador

- Austin Nichols dans :
  - La Plus Belle Victoire (2004) : Jake Hammond
  - Le Jour d'après (2004) : J.D.

- Barry Pepper dans :
  - Mr. Ripley et les Ombres (2005) : Tom Ripley
  - Sept vies (2009) : Dan

- Owen Wilson dans :
  - Toi et moi... et Dupree (2006) : Randolph « Randy » Dupree
  - Drillbit Taylor, garde du corps (2008) : Drillbit Taylor

- Jon Foster dans :
  - Stay Alive (2006) : Hutch
  - Informers (2008) : Graham Sloan

- Michael Fassbender dans :
  - 300 (2006) : Stelios
  - Blood Creek (2009) : Richard Wirth[18]

- Dave England dans :
  - Jackass: Number Two (2006) : lui-même
  - Jackass 3 (2010) : lui-même

- James Marsden dans :
  - Superman Returns (2006) : Richard White
  - Légendes vivantes (2013) : Jack Lime

- Joe Lo Truglio dans :
  - SuperGrave (2007) : Francis
  - Délire Express (2008) : M. Edwards

- Aaron Paul dans :
  - La Dernière Maison sur la gauche (2009) : Francis
  - Need For Speed (2014) : Tobey Marshall

- Tom Hardy dans :
  - Target (2012) : Tuck Henson
  - Legend (2015) : Ronald Kray / Reginald Kray

- 1969[19] : Au service secret de Sa Majesté : voix additionnelles
- 1991 : A Grande Arte : le professeur [Qui ?]
- 1999 : Dick : Les Coulisses de la présidence : Fat Freddy (Jack Mosshammer)
- 2000 : L'Homme bicentenaire : voix additionnelles
- 2000 : The Patriot : Le Chemin de la liberté : ? ( ? )
- 2001 : La Chute du faucon noir : Scott Galantine (Gregory Sporleder)
- 2001 : Get Over It : Bentley « Striker » Scrumfeld (Shane West)
- 2002 : Harry Potter et la Chambre des secrets : Tom Elvis Jedusor (Christian Coulson)
- 2003 : SWAT : Unité d'élite : Brian Gamble (Jeremy Renner)
- 2003 : Dreamcatcher : L'Attrape-rêves : Joe Clarenden (Jason Lee)
- 2003 : Retour à Cold Mountain : Georgie (Jack White)
- 2003 : Zatoichi : Geisha O-Sei (Daigorō Tachibana)
- 2004 : Layer Cake : Gazza (Burn Gorman)
- 2004 : Dr Kinsey : Alfred Kinsey jeune (Benjamin Walker)
- 2004 : Une journée à New York : Trey Lipton (Jared Padalecki)
- 2004 : Une affaire de cœur : Thorne Jamison (Michael Sheen)
- 2004 : La Chute : Hermann Fegelein (Thomas Kretschmann)
- 2004 : La Séductrice : Lord Darlington (Stephen Campbell Moore)
- 2004 : The Girl Next Door : Pep Rally Jock (Josh Henderson)
- 2004 : Troie : Lysandre (Owain Yeoman)
- 2005 : La Maison de cire : Nick Jones (Chad Michael Murray)
- 2005 : In Her Shoes : Grant (Eric Balfour)
- 2005 : The King : Elvis Valderez (Gael García Bernal)
- 2005 : Match Point : Henry (Rupert Penry-Jones)
- 2005 : Hitch, expert en séduction : Egon (Jeffrey Carlson)
- 2005 : Romanzo criminale : Il Dandi / le Dandy (Claudio Santamaria)
- 2007 : Next : Kendall (Michael Trucco)
- 2007 : Motel : Mechanic (Ethan Embry)
- 2007 : Solitaire : Neil Kelly (Sam Worthington)
- 2007 : 7 h 58 ce samedi-là : Bobby Lasorda (Brían F. O'Byrne)
- 2007 : Sukiyaki Western Django : Yoichi (Masanobu Andō)
- 2008 : The Comebacks : Lance Truman (Matthew Lawrence)
- 2008 : The Lazarus Project : Ricky Garvey (Shawn Hatosy)
- 2008 : All the Boys Love Mandy Lane : Jake (Luke Grimes)
- 2008 : Che, 1re partie : L'Argentin : Raúl Castro (Rodrigo Santoro)
- 2008 : Frangins malgré eux : Derek Huff (Adam Scott)
- 2008 : RocknRolla : Malcolm (David Leon)
- 2008 : Sex and the City, le film : Smith Jerrod (Jason Lewis)
- 2008 : L'Œil du mal : Craig (Eric Christian Olsen)
- 2009 : Star Trek : George Samuel Kirk (Chris Hemsworth)
- 2009 : Whiteout : Russell Haden (Alex O'Loughlin)
- 2009 : Watchmen : Les Gardiens : Ozymandias (Matthew Goode)
- 2009 : Meilleures Ennemies : Nate Lerner (Bryan Greenberg)
- 2009 : Avatar : le pilote du vaisseau de combat « Dragon » (Kelson Henderson)
- 2010 : Resident Evil: Afterlife : Chris Redfield (Wentworth Miller)
- 2010 : Wall Street : L'argent ne dort jamais : Robby Mancins (John Buffalo Mailer)
- 2010 : Die, le châtiment : Robert Moretti (Fabio Fulco)
- 2011 : World Invasion: Battle Los Angeles : Nick Stavrou (Gino Anthony Pesi)
- 2011 : Shame : David (James Badge Dale)
- 2011 : Shark 3D : Nick (Dustin Milligan)
- 2012 : Cheval de guerre : Peter (Peter O'Connor)
- 2012 : Looper : Jesse (Garret Dillahunt)
- 2012 : Jusqu'à ce que la fin du monde nous sépare : Chip (Vince Grant)
- 2012 : The End : Félix (Daniel Grao)
- 2013 : Pacific Rim : Chuck Hansen (Robert Kazinsky)
- 2013 : Players : Shecky (Sam Palladio)
- 2013 : Capitaine Phillips : voix additionnelles
- 2014 : I, Frankenstein : Gideon (Jai Courtney)
- 2014 : Kill Me Three Times : Dylan Smith (Luke Hemsworth)
- 2014 : 13 Sins : Jon Witter (Donny Boaz)
- 2014 : Balade entre les tombes : Kenny Kristo (Dan Stevens)
- 2014 : 300 : La Naissance d'un empire : le général Artapherne (Ben Turner)
- 2014 : Game of Fear : Mitch Brockden (Dominic Cooper)
- 2015 : The Walk : Rêver plus haut : David (Benedict Samuel)
- 2015 : Le Pont des espions : Hoffman (Scott Shepherd)
- 2015 : Dirty Papy : Jason Kelly (Zac Efron)
- 2015 : Kill Your Friends : Parker-Hall (Tom Riley)
- 2016 : Absolutely Fabulous, le film : Nick (Robert Webb)
- 2016 : Ben-Hur : Marcus Decimus (David Walmsley)
- 2016 : Alleycats : Rives (Virgile Bramly)
- 2017 : John Wick 2 : Santino D'Antonio (Riccardo Scamarcio)
- 2017 : Miss Sloane : Robert Forde (Jake Lacy)
- 2017 : Blade of the Immortal : Manji (Takuya Kimura)
- 2018 : Pentagon Papers : voix additionnelles
- 2018 : BlacKkKlansman : J'ai infiltré le Ku Klux Klan : l'agent Andy Landers (Fred Weller)
- 2018 : Le Cercle littéraire de Guernesey : Dawsey Adams (Michiel Huisman)
- 2019 : Close : Conall Sinclair (Eoin Macken)
- 2019 : Le Mans 66 : Leo Beebe (Josh Lucas)
- 2022 : Elvis : Jerry Schilling (en) (Luke Bracey)
- 2023 : The Last Kingdom: Sept rois doivent mourir : Anlaf (Pekka Strang)
- 2023 : Indiana Jones et le Cadran de la destinée : Klaber (Boyd Holbrook)
- 2023 : Sayen : La Route asséchée : ? (?)
- 2023 : Saw X : le docteur (David Alfano)
- 2024 : Sayen : La Chasseresse : Fisk (Aarón Díaz)
- 2024 : Back to Black : Blake Fielder-Civil (Jack O'Connell)

#### Films d'animation
- 2001 : Jimmy Neutron, un garçon génial : Sheen
- 2005 : Goodbye Louis XVI : ?
- 2005 : Bionicle 3 : La Menace de l'ombre : Onewa
- 2005 : L'Étoile de Laura : le père de Laura
- 2007 : Les Rois de la glisse : la voix off du documentaire sur Cody
- 2010 : Le Royaume de Ga'hoole : Kludd
- 2011 : Thor : Légendes d'Asgard : Thor
- 2011 : L'Âge de glace : Un Noël de mammouths : Diego[20] (court-métrage)
- 2011 : Vacances à Hawaï : Ken[21] (court métrage)
- 2016 : Batman: The Killing Joke : Paris Frantz
- 2017 : Justice League Dark : John Constantine[22]
- 2018 : Constantine : City of Demons : John Constantine[22]
- 2020 : Justice League Dark: Apokolips War : John Constantine[22]
- 2024 : Vice-versa 2 : Lance Slashblade

### Télévision

#### Téléfilms
- Matt Lutz dans : 
  - McBride : Secret médical (2005) : Phil Newberry
  - McBride : Qui a bien pu assassiner Marty ? (2005) : Phil Newberry
  - McBride : L'Ennemi aux 100 visages (2005) : Phil Newberry
  - McBride : Crime sur les ondes (2005) : Phil Newberry

- Robert Buckley dans :
  - Flirt à Hawaï (2008) : Kyle Hamilton
  - La Proposition de Noël (2018) : Jack Friedman
  - Noël chez les Mitchell ! (2020) : Mike Mitchell
  - Duel à Noël chez les Mitchell (2021) : Mike Mitchell

- Trevor St. John dans :
  - Une mère malveillante (2017) : Ellis
  - Plus jamais victime ! (2018) : le professeur Campbell
  - Un voisin qui vous veut du mal (2018) : Mike

- Gabriel Hogan dans :
  - L'Héritage de la passion (2005) : Matt
  - Le Visage du crime (2009) : Dan Hollister

- Robert Scott Wilson (en) dans : 
  - Dans les griffes de mon père (2017) : Kieran
  - Du conte de fées au cauchemar (2018) : Brad
- 1996 : Souvenirs d'amour : John Keats (Eric Mabius)
- 1999 : Johnny Tsunami (en) : Brett (Zachary Bostrom)
- 2005 : Un mariage à l'épreuve : Noah Hamilton (Tahmoh Penikett)
- 2005 : Mariés, huit enfants : Jeff Barber (Ephraim Ellis (en))
- 2005 : Roman Noir : Photos de famille : Tobias (Joe Michael Burke)
- 2009 : Une femme fragile : Woody Monroe (David Alpay)
- 2010 : Duo de glace, duo de feu : Philip Seaver (Stephen Amell)
- 2012 : Marié avant Noël : Aiden MacTiernan (Andrew Walker)
- 2012 : Espoir mortel : l'inspecteur John Bishop (Dan Jeannotte)
- 2012 : Disparue : le commissaire Niklas Tanner (Ronald Zehrfeld)
- 2013 : Trafic de bébés : Dilip (Arjun Gupta)
- 2014 : L'arnaque de Noël : John Guthrie (Scott Grimes)
- 2016 : Égarement coupable : Victor (Christopher Backus (en))
- 2017 : The Wizard of Lies : Andrew Madoff (Nathan Darrow (en))

#### Séries télévisées
- Christopher Gorham dans (7 séries) :
  - Popular (1999-2001) : Harrison John (43 épisodes)
  - Odyssey 5 (2002-2003) : Neil Taggart (19 épisodes)
  - Jake 2.0 (2003-2004) : Jake Foley (16 épisodes)
  - NIH : Alertes médicales (2004-2005) : Dr Miles McCabe (20 épisodes)
  - Ugly Betty (2006-2010) : Henry Grubstick (35 épisodes)
  - Harper's Island (2009) : Henry Dunn (13 épisodes)
  - Once Upon a Time (2014) : Walsh / le Magicien d'Oz (saison 3)

- Francis Capra dans (6 séries) :
  - Veronica Mars (2004-2007) : Eli « Weevil » Navarro (1re voix, saisons 1 à 3)
  - The Closer : L.A. enquêtes prioritaires (2007) : Miguel Torres (saison 3, épisode 7)
  - Castle (2009) : Juan Restrepo (saison 1, épisode 9)
  - NCIS : Enquêtes spéciales (2009) : Eddie Castillo (saison 7, épisode 9)
  - Blue Bloods (2010) : Pablo Torres (saison 1, épisode 7)
  - Bones (2010) : Anthony Truxton (saison 6, épisode 9)

- Eric Christian Olsen dans (5 séries) :
  - La Famille Green (1999-2000) : Cameron Green (22 épisodes)
  - Smallville (2001) : Harry Volk (saison 1, épisode 6)
  - Tru Calling : Compte à rebours (2005) : Jensen Ritchie (saison 2)
  - Brothers and Sisters (2008-2009) : Kyle Dewit (saison 3)
  - NCIS : Los Angeles (2010-2023) : le lieutenant Marty Deeks (301 épisodes)

- Matt Ryan dans (5 séries) :
  - Criminal Minds: Suspect Behavior (2011) : l'agent spécial Mick Rawson (13 épisodes)
  - Arrow (2015) : John Constantine (saison 4, épisode 5)
  - Legends of Tomorrow (2017-2022) : John Constantine (63 épisodes)
  - Batwoman (2019) : John Constantine (saison 1, épisode 9)
  - Flash (2019) : John Constantine (saison 6, épisode 9)

- Jason Lewis dans :
  - Sex and the City (2003-2004) : Jerry « Smith » Jarrod
  - Charmed (2005) : Dex Lawson
  - Dr House (2007) : Evan Greer
  - Midnight, Texas (2017-2018) : Joe Strong

- Josh Henderson dans :
  - Desperate Housewives (2006-2007) : Austin McCann
  - 90210 Beverly Hills : Nouvelle Génération (2008-2009) : Sean Cavanaugh
  - Les Experts (2009) : Calvin Crook
  - Dallas (2012-2014) : John Ross Ewing III

- Robert Buckley dans :
  - Lipstick Jungle : Les Reines de Manhattan (2008-2009) : Kirby Atwood
  - Les Frères Scott (2009-2012) : Clay Evans
  - 666 Park Avenue (2012-2013) : Brian Leonard
  - iZombie (2015-2019) : le major Lilywhite

- Wentworth Miller dans :
  - Prison Break (2005-2009 / 2017) : Michael Scofield
  - New York, unité spéciale (2009) : Nate Kendall
  - Dr House (2011) : Benjamin Byrd

- Sebastian Stan dans :
  - Gossip Girl (2007-2010) : Carter Baizen (11 épisodes)
  - Falcon et le Soldat de l'Hiver (2021) : James Buchanan « Bucky » Barnes / le Soldat de l'Hiver (mini-série)
  - Pam and Tommy (2022) : Tommy Lee (mini-série)

- Sam Jaeger dans :
  - Eli Stone (2008-2009) : Matt Dowd (26 épisodes)
  - Parenthood (2010-2015) : Joel Graham (103 épisodes)
  - When We Rise (2017) : Richard (mini-série)

- Daniel Lissing dans :
  - Last Resort (2012-2013) : James King
  - Le cœur a ses raisons (2014-2018) : Jack Thornton
  - S.W.A.T. (2018-2019) : Ty

- Barry Sloane dans :
  - Revenge (2012-2014) : Aiden Mathis (45 épisodes)
  - The Whispers (2015) : Wes Lawrence (13 épisodes)
  - Six (2017-2018) : Joe « Bear » Graves (18 épisodes)

- Rick Cosnett dans :
  - Flash (2014-2023) : Eddie Thawne (en) (33 épisodes)
  - Quantico (2015-2016) : Elias Harper (récurrent saison 1)
  - Castle (2016) : Victor Crowne (saison 8, épisode 21)

- Michael Bellisario dans : 
  - JAG (1998-2005) : Mike « Mickey » Roberts
  - NCIS : Enquêtes spéciales (2005) : Charles « Chip » Sterling

- Jonathan Rhys-Meyers :
  - Elvis : Une étoile est née (2005) : Elvis Presley (mini-série)
  - Racines (2016) : Tom Lea (mini-série)

- Ryan Kwanten dans :
  - True Blood (2008-2014) : Jason Stackhouse (81 épisodes)
  - New Girl (2012) : Oliver (saison 1, épisode 13)

- Tom Hopper dans :
  - Merlin (2010-2012) : Perceval
  - Black Sails (2014-2017) : William « Billy Bones » Manderly

- Michiel Huisman dans :
  - Treme (2010-2013) : Sonny
  - Game of Thrones (2014-2016) : Daario Naharis

- John Gallagher, Jr. dans : 
  - The Newsroom (2012-2014) : Jim Harper
  - Olive Kitteridge (2014) : Christopher Kitteridge Jr.

- Andrew James West dans :
  - The Walking Dead (2014) : Gareth (4 épisodes)
  - Once Upon a Time (2017-2018) : Henry Mills (24 épisodes)

- 1998 : Oz : Timmy Kirk (Sean Dugan) (saison 2 seulement)
- 1998-1999 : Jesse : John Warner Jr. (John Lehr Jr.)
- 1999 : Wasteland : Russell Baskind (Dan Montgomery Jr)
- 1999 : Friends : « le grand » (Lex Medlin) (saison 6, épisode 10)
- 1999-2002 : La Double Vie d'Eddie McDowd : Eddie McDowd (Humain) (Jason Dohring) / Chien (Seth Green puis Jason Hervey) (voix)
- 1999-2003 : Farscape : Douglas « D.K. » Knox (Murray Bartlett)
- 1999-2008 : Passions : Luis Lopez-Fitzgerald (Galen Gering)
- 2000 : Room Service : Ed (Desmond Askew)
- 2000 : Cœurs rebelles : Augusto « Auggie » Ciceros (Jorge Vargas)
- 2000-2001 : Dag : Edard Pillows (Stephen Dunham)
- 2000-2005 : Charmed : l'inspecteur Reece Davidson (Keith Diamond)
- 2001 : Stargate SG-1 : un assistant [Qui ?] (saison 5, épisode 12)
- 2001 : Angel : James (Ron Melendez)
- 2001 : Talents and Co : Kyle Richter (Ryan Johnson)
- 2001 : Les Soprano : Noah Tannenbaum (Patrick Tully)
- 2001-2002 : Tribunal central : Ramon Rodriguez (Manny Perez)
- 2002 : New York, unité spéciale : le Père Michael Sweeney (Eric Stoltz) (saison 3, épisode 23)
- 2002 : Boston Public : Daniel Evans (Scott Vickaryous)
- 2002 : Inspecteur Barnaby : Charlie Meynell (Thom Fell) (saison 5, épisode 4)
- 2003 : Les Enfants de Dune : Javid (Rik Young (en)) (mini-série)
- 2003-2004 : FBI : Opérations secrètes : Darnell (Hill Harper)
- 2005 : The L Word : Mark Wayland (Eric Lively)
- 2005 : 15/A : Cameron White (Nwamiko Madden)
- 2005 : Le Monde de Joan : Roger (Mark Matkevich)
- 2005 : Golden Hour : urgences extrêmes : Dr Paul Keane (Ciarán McMenamin)
- 2005-2006 : Le Destin de Lisa : Boris Wudtke (Matthias Rott)
- 2005-2007 : Les Spécialistes : Investigation scientifique : le lieutenant Fabien Martinelli (Filippo Nigro)
- 2005-2010 : Ghost Whisperer : Will Bennett (David Ramsey) (4 épisodes), Freddy Diaz (Marco Sanchez) (saison 2, épisodes 6 et 8), Gordon Pike (Eric Johnson) (saison 2, épisode 14) et Brian Clark (David Julian Hirsh) (saison 5, épisode 14)
- 2006 : Esprits criminels : Parker Dunley (Jason Olive (en))
- 2006-2008 : New York, section criminelle : Joshua Simmons (Ean Sheehy)
- 2007 : Fallen : Aaron Corbett (Paul Wesley) (mini-série)
- 2007 : Kaya : Taylor (Justin Wylczynski)
- 2008 : Les Tudors : Mark Smeaton (David Alpay)
- 2008 : Cashmere Mafia : Adam Carter (Val Emmich)
- 2008 : Dirty Sexy Money : Chase Alexander (Scott Holroyd)
- 2008 : John Adams : John Hancock (Justin Theroux) (mini-série)
- 2009-2011 : Londres, police judiciaire : l'inspecteur Matt Devlin (Jamie Bamber)
- 2010 : L'Enfer du Pacifique : Robert Leckie (James Badge Dale) (mini-série)
- 2010 : Face au crime : Sven Lottner (Ronald Zehrfeld)
- 2011-2012 : Boardwalk Empire : Owen Slater (Charlie Cox)
- 2011-2012 : Body of Proof : Dave Lopez (Adrian Alvarado)
- 2011-2013 : Borgia : Gonzalo Fernandez de Cordova (Scott Cleverdon)
- 2012 : The Client List : Dr Mark Flemming (Jon Prescott)
- 2012-2013 : Switched : le chef Jeff Reycraft (Justin Bruening)
- 2012-2016 : Beauty and the Beast : Vincent Keller (Jay Ryan)
- 2013-2014 : The Tomorrow People : John Young (Luke Mitchell)
- 2013-2015 : Da Vinci's Demons : Léonard de Vinci (Tom Riley)
- 2013-2016 : Rectify : Ted Talbot Jr. (Clayne Crawford)
- 2013-2016 : The Fall : Paul Spector (Jamie Dornan)
- 2014 : Reckless : La Loi de Charleston : Roy Rayder (Cam Gigandet)
- 2015 : Unbreakable Kimmy Schmidt : Brandon (Brandon W. Jones)
- 2015-2016 : Unreal : Adam Cromwell (Freddie Stroma)
- 2015-2019 : False Flag : Sean Tilson (Angel Bonanni)
- 2016 : Alerte Contagion : Leo Green (Trevor St. John)
- 2016-2017 : Shooter : Lone Scott (Desmond Harrington)
- 2016-2017 : Jean-Claude Van Johnson : Gunnar (Tim Peper)
- 2016-2021 : MacGyver : Angus MacGyver (Lucas Till) (95 épisodes)
- 2017 : The Crown : Billy Wallace (Tom Durant Pritchard) (saison 2, épisode 4)
- 2018 : The Path : Jean-Paul (Roby Schinasi)
- 2018-2024 : Magnum : Thomas Magnum (en) (Jay Hernández) (96 épisodes)
- 2019 : Another Life : Sasha Harrison (Jake Abel)
- 2021 : Les Irréguliers de Baker Street : Sherlock Holmes (Henry Lloyd-Hughes)
- 2021 : Ridley Road : Jack Morris (Tom Varey) (mini-série)
- 2023 : Fubar : Kyle (Dustin Milligan)
- 2023 : Justified: City Primeval : Clement « The Oklahoma Wildman » Mansel (Boyd Holbrook) (mini-série)
- depuis 2023 : Will Trent : Michael Ormewood (Jake McLaughlin)

#### Séries d'animation
- 1999 : Avengers : Hawkeye
- 2000 : Static Choc : Batman 2
- 2001-2003 : Jimmy Neutron : Sheen Estevez
- 2004 : Totally Spies : le patron du Coffee Haus (épisode 57)
- 2005-2008 : Avatar, le dernier maître de l'air : Jet et Haru (1re voix)
- 2005 : Mes parrains sont magiques : Rémy et Francis (1re voix des deux personnages)
- 2007 : Skyland : Jonah (épisode 24)
- 2008 : Spectacular Spiderman : Eddie Brock / Venom
- 2008-2014 : Cars Toon : Flash McQueen
- 2009 : Super Hero Squad :  Œil de Faucon, Mr Fantastic et Cyclope
- 2010-2013 : Planet Sheen : Sheen Estevez
- 2012 : La Légende de Korra : Tarrlok
- 2013 : Kung Fu Panda : L'Incroyable Légende : Pei Mei
- 2021-2023 : What If...? : James « Bucky » Barnes / Le Soldat de l'Hiver[23] (5 épisodes)
- 2022 : Cars : Sur la route : Flash McQueen
- 2023 : Vinland Saga : Serpent (doublage Netflix)

### Jeux vidéo
- 2001 : Clive Barker's Undying : Patrick Galloway
- 2001 : Les aventures de Millie dans le chêne : Panache l'écureuil
- 2003 : Tron 2.0 : Jet Bradley
- 2004 : Les Aventures du Petit Corbeau : Le Tricycle d'Eddie : Petit Corbeau
- 2005 : Kingdom Hearts 2 : Demyx
- 2009 : Cars: Race-O-Rama : Flash McQueen
- 2010 : Prison Break: The Conspiracy : Michael Scofield[24]
- 2010 : Skate 3 : coach Frank
- 2011 : Driver: San Francisco : John Tanner
- 2011 : Cars 2 : Flash McQueen
- 2011 : Call of Duty: Modern Warfare 3 : Vladimir Makarov
- 2013 : Disney Infinity : Flash McQueen
- 2016 : Mafia III : Giorgi Marcano
- 2017 : Cars 3 : Course vers la victoire : Flash McQueen

## Voix off

### Documentaires
- 2021 : Marvel Studios : Rassemblement : lui-même (Sebastian Stan)

### Publicités
- Wilkinson Sword Hydro 5 rasoir (2011)
- Coca-Cola Zero (2011)
- Sony Xperia S (2012)
- Sony Xperia Z1 (2014)
- Numericable (2015)
- Baume après rasage Wilkinson (2015)
- Renault Kadjar (2015)
- Subway
- Lenovo (2017)
- Tom Clancy's The Division 2 (2019)
- Yves Saint-Laurent : La nuit de l'homme (2021)
- Max (2024)
- L'Oréal Men Expert (2024)

### Radio
- depuis septembre 2019, Axel Kiener remplace Damien Boisseau en tant que « voix antenne » de Radio SCOOP (Auvergne-Rhône-Alpes).
- Voix Indé Radio (2022)